# Artchawakomius
Artchawakomius is een geslacht van wantsen uit de familie van de Miridae (Blindwantsen). Het geslacht werd voor het eerst wetenschappelijk beschreven door Yasunaga in 2012.

## Soorten
Het genus bevat de volgende soorten:

- Artchawakomius moteus Yasunaga, 2012
- Artchawakomius pius Yasunaga, 2012